# 東新郡
東新郡（トンシンぐん）は、朝鮮民主主義人民共和国慈江道の南東部に位置する郡。

## 地理
北に 龍林郡・前川郡、北西に松源郡、南東に平安南道大興郡・寧遠郡、南西に熙川市と接する。
西部には清川江の谷がある。南には妙香山脈、北と東には狄踰嶺山脈の高い山々がそびえている。郡の大部分は山地で、最高峰は雄魚水山(2020m)である。

## 歴史
独立前には平安北道熙川郡の新豊面、東倉面、長洞面、東面などに属した。1949年1月から慈江道に属するようになった。

### 年表
この節の出典
- 1952年12月 - 郡面里統廃合により、慈江道熙川郡新豊面・東倉面・長洞面および東面の一部地域をもって、東新郡を設置。東新郡に以下の邑・里が成立。(1邑14里)
  - 東新邑・京興里・東興里・石浦里・我弄城里・白山里・館里・龍坪里・元興里・西陽里・温泉里・金石里・水田里・文化里・温沙里
- 1953年 (1邑14里)
  - 東新邑が生里に降格。
  - 館里が東新邑に昇格。
- 1958年 - 温沙里が東新邑・京興里に分割編入。(1邑13里)
- 1981年 (1邑14里)
  - 熙川市清雲里を編入。
  - 我弄城里が薬水里に改称。
- 1990年 (1邑14里)
  - 東新邑が東倉里に降格。
  - 清雲里が熙川市清上里の一部と合併し、東新邑が発足。

## 産業
農業と林業がこの地域の主要産業である。全体面積の13%が可耕地で、残り87%の大部分が山林である。主要作物はとうもろこしである。

## 行政区域
1邑 14里で構成される。
- 동신읍 (東新邑、トンシヌプ)
- 경흥리 (京興里、キョンフンニ)
- 원흥리 (元興里、ウォヌンニ)
- 룡평리 (龍坪里、リョンピョンニ)
- 생리 (生里、センニ)
- 동흥리 (東興里、トンフンニ)
- 백산리 (白山里、ペクサンニ)
- 석포리 (石浦里、ソクポリ)
- 약수리 (薬水里、ヤクスリ)
- 서양리 (西陽里、ソヤンニ)
- 온천리 (温泉里、オンチョンニ)
- 문화리 (文化里、ムヌァリ)
- 수전리 (水田里、スジョンニ)
- 금석리 (金石里、クムソンニ)
- 동창리 (東倉里、トンチャンニ)

## 交通
- 満浦線
  - 東新駅